# لا بازيوج
لا بازيوج هي بلدية في مقاطعة فيين العليا في منطقة أقطانية الجديدة في غرب فرنسا.